# Водзимоньинское (сельское поселение)
Водзимоньинское — упразднённое муниципальное образование со статусом сельского поселения в Вавожском районе Республики Удмуртии Российской Федерации.
Административный центр — село Водзимонье.
Законом Удмуртской Республики от 26 апреля 2021 года № 30-РЗ к 9 мая 2021 года упразднено в связи с преобразованием муниципального района в муниципальный округ.

## История
Статус и границы сельского поселения установлены Законом Удмуртской Республики от 14 июля 2005 года № 46-РЗ «Об установлении границ муниципальных образований и наделении соответствующим статусом муниципальных образований на территории Вавожского района Удмуртской Республики».

## Население
| 2010  | 2012  | 2013  | 2014  | 2015  | 2016  |
| ----- | ----- | ----- | ----- | ----- | ----- |
| 1518  | ↗1519 | ↗1540 | →1540 | ↗1544 | →1544 |
| 2017  | 2018  | 2019  | 2020  | 2021  |       |
| ↗1559 | ↗1561 | ↘1554 | ↘1542 | ↘1441 |       |

## Состав сельского поселения
| № | Населённый пункт                    | Тип населённого пункта       | Население |
| - | ----------------------------------- | ---------------------------- | --------- |
| 1 | Валадор                             | деревня                      | ↗64       |
| 2 | Водзимонье                          | село, административный центр | ↘661      |
| 3 | Гуляево                             | деревня                      | ↘89       |
| 4 | Гуляевская железнодорожная площадка | населённый пункт             | ↘2        |
| 5 | Мокрецово                           | деревня                      | ↗2        |
| 6 | Новая Бия                           | деревня                      | ↗603      |
| 7 | Новое Водзимонье                    | деревня                      | ↘8        |
| 8 | Чудзялуд                            | деревня                      | ↗90       |